# Antoine Landry
Pour les articles homonymes, voir Landry.
Antoine Landry, C.M., (né en septembre 1939) a été maire de Caraquet, au Nouveau-Brunswick (Canada).
Antoine Landry est issu d'une famille de musiciens. Sa nièce, Rosemarie Landry, est une cantatrice renommée.
Antoine Landry est devenu le premier chef du service de police de Caraquet, le 16 juillet 1962, poste qu'il conserva jusqu'en 1967, où il devint administrateur de la ville. Il a été élu maire de Caraquet le 14 mai 2001, face à Roberta Dugas, mairesse sortante. Le 28 décembre 2007, il a été nommé membre de l'Ordre du Canada pour « sa contribution au développement des communautés acadiennes du Nouveau-Brunswick et pour son rôle de premier plan dans le développement du Village historique acadien ». Il recevra la médaille lors d'une cérémonie en 2008.
Il a été réélu en 2004. En août 2007, Landry a affirmé qu'il souhaitait demander un troisième et dernier mandat. Il a été réélu en 2008. Il ne se présente pas à l'élection de 2012.